# Stijl (taalkunde)
Stijl is de wijze waarop iemand zich schriftelijk (schrijfstijl) of mondeling (spreekstijl) uitdrukt. Dat kan beknopt of omslachtig, eenvoudig of ingewikkeld, concreet of abstract, arrogant of bescheiden, plat of verheven, objectief of subjectief, formeel of informeel, in spreektaal of in schrijftaal zijn. Een stijlboek of stijlgids bevat schrijfregels. Het woord "stijl" is afgeleid van het Latijnse stilus (pen). De betekenis is van 'manier van schrijven met de pen' verbreed naar 'manier van uitdrukken'.

## Stijl versus register

### Stijl
Sommige namen van stijlen verwijzen naar grammaticale kenmerken. De 'naamwoordelijke' of nominale stijl gebruikt vooral zelfstandige naamwoorden, de 'werkwoordelijke stijl' bevat veel persoonsvormen of infinitieven. Andere stijlbenamingen verwijzen naar een periode zoals de barok, het impressionisme, het expressionisme, het magisch realisme, het surrealisme of het postmodernisme. 'Impressionistische' literaire teksten bevatten adjectieven en neologismen. De nieuwe zakelijkheid kenmerkt zich door korte zinnen, spreektaal, krachtige werkwoorden en namen. Postmoderne literatuur kent weinig verhaallijn, overdadige symbolen zonder betekenis en nadruk op het artificiële. Weer andere stijlnamen verwijzen naar een auteur: zijn stijl lijkt op die van Brusselmans. Stijn Streuvels en Willem Elsschot schreven in dezelfde periode (het interbellum) en ontwikkelden een andere voorkeur en stijl. Waar Streuvels op een barokke wijze over het leven op het platteland vertelt, spelen Elsschots op nuchtere en zakelijke toon geschreven boeken zich in een stadse omgeving af.
De barokke Streuvels

De schuur met de dubbele poortluiken breed open, gelijkt een tooneel waar, in de gapende diepte, door havelooze mannen, in haastig tempo, een spel wordt opgevoerd. Het gebouw staat er eenzaam op de verlatene vlakten; het tooneel zonder toeschouwers, en de spelers doende achter een sluier van watermist, die 't al omdoezeld houdt. De mannen vervullen elk zijne aangewezen rol, - handeling welke ineensluit als een geordend werktuig dat in 't ijle draait - een schouwspel dat in 't tijd- en ruimtelooze afspint.

De zakelijke Elsschot

Een ellendige Novemberavond, met een motregen die de dappersten van de straat veegt. En mijn stamkroeg ligt, helaas, te ver in 't Westen om op te tornen tegen dat kille gordijn. Voor het eerst sedert zeer lang, want de jaren vlieden, zal ik ditmaal naar huis gaan, waar mijn ontijdige intrede beschouwd zal worden als een stap op de weg die tot inkeer leidt. Alle begin is moeilijk en beter laat dan nooit, zal mijn vrouw zeggen. Maar eerst nog een krant voor vanavond bij 't vuur, want als ik niet lees werkt mijn zwijgen verkillend op mijn huisgenoten.

### Register
De keuze van de woorden, de zinsbouw en de structuur van de paragraaf bepalen de stijl. Die woorden, zinnen en structuur behoren tot een stijlniveau of stijlregister. Een kind praat niet op dezelfde wijze tegen zijn ouders als tegen zijn leerkracht, een volwassene wikt en weegt zijn taal afhankelijk van de situatie: een sollicitatiegesprek, een gesprek aan de toog, een gesprek tussen leerkracht en leerling, ouder en kind, baas en werknemer. Een onverwachte wisseling tussen twee registers is een stijlbreuk. Een stijlbreuk is niet per se een stijlfout; er kan een humoristisch effect mee beoogd zijn.
Voorbeeld stijlbreuk 

Meneer de minister, ik maak er u attent op dat je moet opsodemieteren.

## Kenmerken
Kenmerken die de schrijfstijl bepalen zijn het gebruik van stijlfiguren, de abstractiegraad, de structuur, de contrasten, de toon, de klemtoon, het standpunt, het tempo en de dialogen.
- Een stijlfiguur is een methode van uitdrukken die verschilt van gewone taal om een effect te bereiken. Beeldspraak benoemt het onderwerp niet, maar vergelijkt.
- Een tekst kan concreet of abstract zijn. Concrete teksten leggen moeilijke woorden uit en gebruiken beelden. Abstracte teksten bevatten veel jargon en begrippen.
- Ook de structuur bepaalt de stijl: een academische tekst is anders dan een literaire. De structuur wordt gevormd door titels en tussentitels die een patroon volgen: inleiding, (met een voorwoord, een probleemstelling, een dankwoord), een reeks hoofdstukken werken die inleiding uit en eindigen met een besluit (een synthese en een suggestie tot verder onderzoek) en bijlagen. Een literaire tekst is doorgaans doorlopend en de auteur zoekt andere 'kapstokken' om zijn tekst aan op te hangen.

### Klemtoon

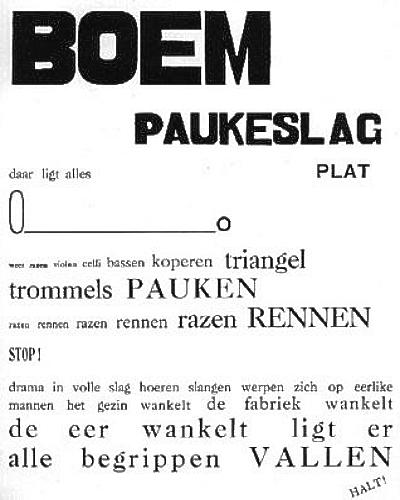
"Boem Paukeslag" verscheen in "Bezette Stad".

Om een woord of een tekstdeel te beklemtonen zijn er inhoudelijke en vormelijke mogelijkheden. De typografie beïnvloedt de vorm en legt accenten met titels, ondertitels, vet, cursief, de lettergrootte en het lettertype. Paul van Ostaijen gebruikte dit bij zijn poëzie. Als de typografie weinig klemtonen toelaat, kan een auteur de lezer attenderen op hoofd- en bijzaken, kan hij een stuk tekst herhalen met andere woorden (zoals in een besluit) of hij kan meer woorden gebruiken dan nodig. Andere middelen zijn de lexeemvariatie, de tautologie en het pleonasme, die doorgaans vermeden worden. Er zijn auteurs die ze als stijlmiddel gebruiken. De tautologie herhaalt de gedachte met een uitdrukking zoals 'ik was blij en verheugd'. Een pleonasme (Grieks voor overvloed) benadrukt een onderwerp door twee keer hetzelfde te zeggen.
Voorbeelden
- De humorgrap (StuBru)
- De ongetrouwde vrijgezel
- De ronde cirkel
- In de witte sneeuw
- De oude grijsaard
- De zwarte moor

### Standpunt
Raymond Queneau maakte 99 stijloefeningen of variaties op een tramverhaal. Hetzelfde verhaal is steeds vanuit een andere invalshoek of standpunt geschreven.
Voorbeeld 1 Een neutraal standpunt
- "Ik stond in de tram, in lijn 16. Het was spitsuur. Ik zag een man die opviel door een lange nek en een vreemde hoed. Die man maakte ruzie met een medepassagier die tegen hem was aangebotst. Maar het werd geen echte ruzie, en de man ging zitten. Later op de dag zag ik dezelfde man bij toeval weer. Er stond toen iemand bij hem die zei dat er een extra knoop aan zijn jas moest."

Voorbeeld 2 Een verrassend standpunt
- "Wat stonden we op elkaar gepakt daar op het achterbalkon van die tram! En die jongeman, wat zag die er stom en belachelijk uit! En wat doet-ie? Als-ie me daar geen ruzie gaat staan zoeken met de een of ander, die - volgens hem dan, dat jonge ventje - stond op te dringen! En daarna weet-ie niets beters te doen dan gauw op een vrijgekomen plaats te gaan zitten. In plaats van 'm vrij te houden voor een dame! Twee uur later, raad eens wie ik tegenkom bij het concertgebouw? Diezelfde slungel! Bezig zich kleedkundige adviezen te laten geven! Door een vrind van 'm! Niet te geloven!"

Voorbeeld 3 Een standpunt met perspectief
- "Ik was heden wel te spreken over mijn kledij. Ik wijdde een nieuwe hoed in, lang niet onchic, en een overjas waarvan ik vond dat hij er wezen mocht. Bij het concertgebouw een vriend ontmoet, die mijn genoegen tracht te vergallen door me te willen bewijzen dat m'n jas wijkt bij de revers en dat ik er een extra knoop aan moet laten zetten. Aan kritiek op mijn hoofddeksel heeft hij zich toch maar niet gewaagd. Even tevoren op een bevredigende wijze een toevallige vlegel op zijn nummer gezet die me opzettelijk onder zijn gewicht verpletterde telkens wanneer er bij het in- en uitstappen mensen langskwamen. Dit speelde zich af in een van die godverlaten stukken gemeenteblik die zich tot de nok vullen met gepeupel precies op het ogenblik dat ik moet gedogen mij erdoor te laten vervoeren."

### Tempo
Ritme is de opeenvolging van woorden en rust (komma, punt) volgens een schema. "Bij een grote roman weet een auteur altijd op welk punt hij moet versnellen, afremmen, en hoe hij het gaspedaal moet bedienen om het basisritme constant te houden" schrijft Umberto Eco in zijn naschrift van De naam van de roos. Ritme gaat om een geordende, gestructureerde en dus voorspelbare lijn.
Bijvoorbeeld
- Monotoon: tik tik tik
- Versnellend: tik, tiktik, tiktiktik
- Vertragend: tiktiktik, tiktik, tik
- Vergrotend: tik, Tik, TIK
- Verkleinend: TIK, Tik, tik
- Verrassend: ...

De zinslengte beïnvloedt de vertelling. Staccato is kort en stotend en staat tegenover souplesse. De snelheid van het verhaal versnelt bij korte zinnen en vertraagt bij lange. Ritmes maken de volgende stap voorspelbaar. Als de volgende stap anders is dan verwacht, is er sprake van een antiritme: het brengt de aandacht terug en schept spanning. Ritme in een tekst kan door alliteraties te gebruiken, door de herhaling van bepaalde woorden en door te werken met steeds langer of steeds korter wordende zinnen, zoals in dit
Voorbeeld
- "Het was een roman zonder intrige, met maar één personage. (...) Het was geschreven in die wonderlijk opgesmukte stijl, helder en duister tegelijk, vol argot en archaïsmen, vol technische uitdrukkingen en uitgebreide parafrasen, die het werk karakteriseert van de beste vertegenwoordigers van de Franse school der symbolisten. Het bevatte metaforen monstrueuzer dan orchideeën en even subtiel van kleur. Het zinnelijk leven werd beschreven in metafysische dimensies. (...) Het was een verderfelijk boek."[7]

## Stijlleer
In de retorische stijlleer of elocutie worden observaties over stijl op een meer systematische manier geordend. Stijlleer wordt met name toegepast op literaire teksten. Bij het ontleden van de stijl wordt gelet op vier stijlkwaliteiten: correctheid, duidelijkheid, verfraaiing en decorum. Bij correctheid wordt bijvoorbeeld gelet op correcte taal en de juiste keuze van woorden. Bij duidelijkheid is de zorg voor een heldere formulering van belang. Verfraaiing of ornatus voegt aan de eerder genoemde kwaliteiten die van de verfraaide vorm van de taal toe, zoals bij beeldspraak en andere stijlfiguren het geval is. Decorum, ten slotte, betreft een overkoepelende deugd, zoals het gebruik van een passende taal voor iedere gelegenheid, of taal die aangepast is aan een bepaald doelpubliek.